# Royal Brackla

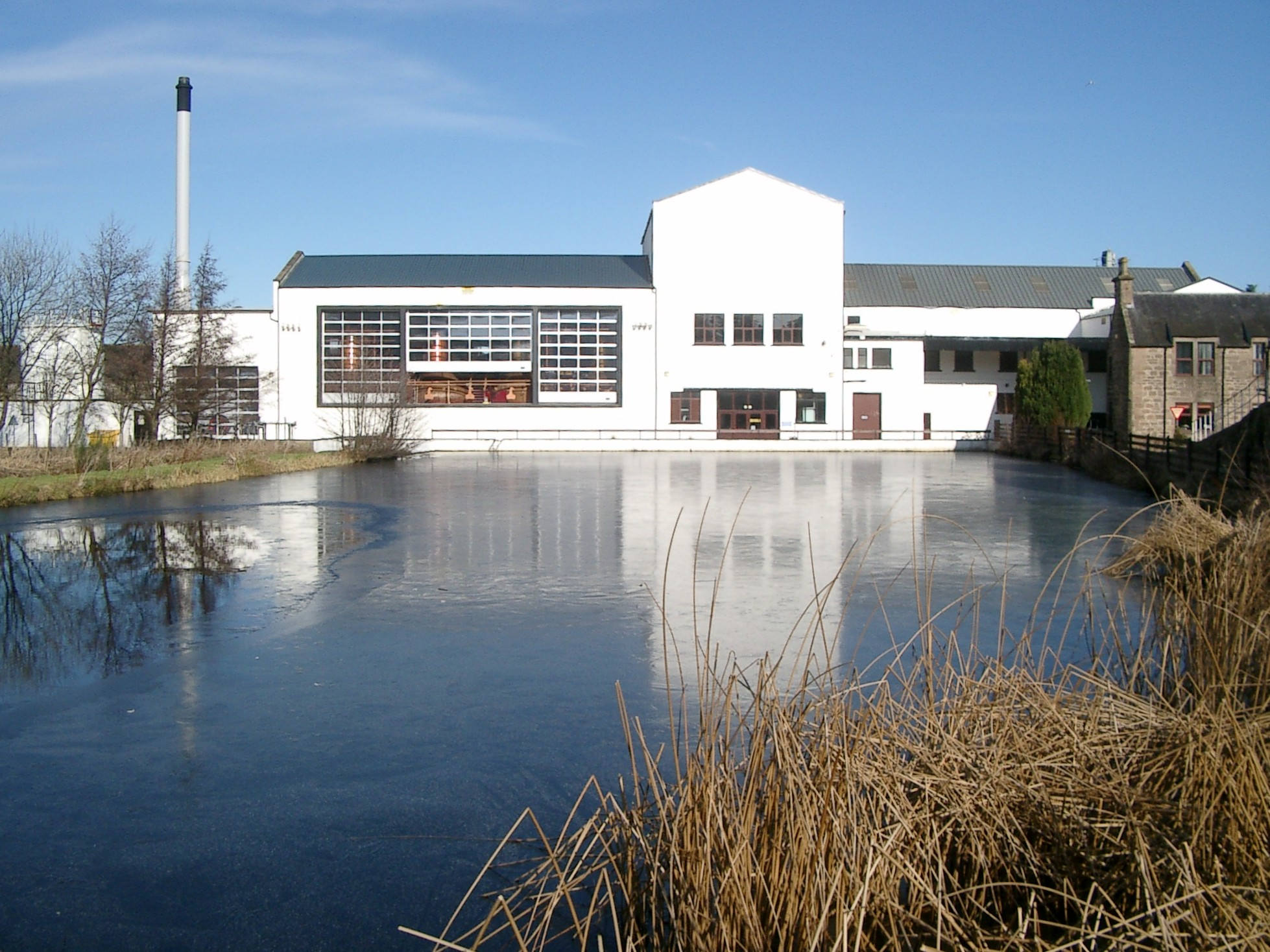
Royal Brackla (2010)

Royal Brackla, auch kurz Brackla genannt, ist eine Whiskybrennerei in Cawdor, Inverness-shire, Schottland, Großbritannien.

## Geschichte
Die Brennerei wurde 1812 durch William Fraser gegründet. Seit 1835 darf sie, als erste Destillerie, das ihr von König William IV. verliehene Royal im Namen tragen, welches sonst nur noch Royal Lochnagar und Glenury Royal führen dürfen. 1852 übernahm Robert Fraser die Destillerie. Um 1860 stiegen Andrew Usher & Co, denen nachgesagt wird, dass sie das Blenden von Whisky erfunden haben sollen, mit ins Geschäft ein. 1898 wurde die Brackla Distillery Co Ltd gegründet, welche 1926 von John Bisset & Co übernommen wurde. 1943 wurden diese, und damit die Brennerei, von der Distillers Company Limited (DCL) geschluckt, welche die Leitung wie üblich an ihre Tochter Scottish Malt Distillers (SMD) übertrugen. Im Zweiten Weltkrieg diente die Destillerie der Royal Air Force als Stützpunkt. Von 1965 bis 1966 wurde die Brennerei renoviert und die eigenen Malzböden stillgelegt. Die Destillerie wurde 1970 von zwei auf vier Brennblasen erweitert, 1985 stillgelegt und 1991 wieder eröffnet. 1998 musste United Distillers (UD) (heute Diageo) die Brennerei an Bacardi verkaufen um die Auflagen des Kartellamtes zu erfüllen. Sie wird von der Bacardi-Tochter John Dewar & Sons betrieben, zu denen 5 schottische Destillerien gehören.

## Produktion
Das Wasser der zur Region Highlands gehörenden Destillerie kommt aus dem Cowdor Burn. Sie verfügt über einen Maischbottich (mash tun) (11,5 t) und sechs Gärbottiche (wash backs) (zusammen 360.000 l). Destilliert wird in zwei wash stills (zusammen 44.000 l) und zwei spirit stills (zusammen 42.000 l) die durch Dampf erhitzt werden.

## Abfüllungen
Die Standardabfüllungen (core range) umfassen Single Malt in folgenden Altersstufen:
- 12 Jahre
- 16 Jahre
- 21 Jahre

Für Duty free-Läden werden wechselnde Sonderabfüllungen in Literflaschen produziert.